# Association of Evangelicals of Africa
Association of Evangelicals of Africa (AEA) (engelska), Association Évangelique Africaine (franska), Associaçião de evangelicos em África (portugisiska), är en evangelikal afrikansk paraplyorganisation, bildad den 26 februari 1966 i Limuru, Kenya som Association of Evangelicals of Africa and Madagascar (AEAM).
AEA består av 33 nationella allianser och elva kyrkor i afrikanska länder utan evangelisk allians.
Tillsammans representerar dessa över 70 miljoner kristna afrikaner.
34 tvärkyrkliga organisationer är dessutom associerade medlemmar av AEA.
AEA är anslutet till Evangeliska Världsalliansen.

## Medlemsallianser
- Evangelical Alliance of Angola
- Féderation des Eglises et Missions Evangéliques du Benin
- Evangelical Fellowship of Botswana
- Féderation des Eglises et Missions Evangéliques du Burkina Faso
- Association des Eglises Evangéliques Centrafricaines
- Entente des Eglises et Missions Evangéliques au Tchad
- Féderation Evangélique de la Côte d'Ivoire
- Evangelical Churches Fellowship of Ethiopia
- Evangelical Fellowship of the Gambia
- National Association of Evangelicals of Ghana
- Association des Eglises et Missions Evangéliques de Guinée
- Igreja Evangélica da Guinea-Bissau
- Evangelical Alliance of Kenya
- Association of Evangelicals of Liberia
- Evangelical Fellowship of Malawi
- Fellowship of Christian Churches in Mauritius
- Association des Groupements des Eglises et Missions Protestantes Evangéliques au Mali
- Associação Evangélica de Moçambique
- Namibia Evangelical Fellowship
- Nigeria Evangelical Fellowship
- Alliance Evangélique du Rwanda
- Fraternité Evangélique du Senégal
- Evangelical Fellowship of Sierra Leone
- The Evangelical Alliance of South Africa
- Sudan Evangelical Christian Association
- Swaziland Conference of Churches
- Evangelical Fellowship of Zambia
- Evangelical Fellowship of Zimbabwe